# ボイントンビーチ (フロリダ州)
ボイントンビーチ （英: Boynton Beach）は、アメリカ合衆国フロリダ州のパームビーチ郡の都市。人口は8万380人（2020年）。人口6,138,333人（2020年）のマイアミ都市圏に含まれる。パームビーチ郡内ではボカラトンとウェストパームビーチに次いで3番目に人口の多い自治体である。市名は、1895年にこの地域への最初の入植者の一人となった、南北戦争の少佐でミシガン州の政治家のネイサン・ボイントンにちなんで名付けられた。
南ではデルレイビーチ、北ではハイポラクソとランタナ、西ではゴルフと接しており、東では沿岸内水路を挟んでブライニーブリージーズ、ガルフストリーム、マナラパン、オーシャンリッジの町と接している。
現在のボイントンビーチには数千年前からネイティブアメリカンが暮らしていた。市の西には紀元前150年頃まで遡る遺物を含む遺跡がある。1877年に、最初の非先住民入植者であるデクスター・ヒューベル一家が入植した。ボイントン少佐は1895年に現在のボイントンビーチに移住し、ボイントンホテルを建設した。また、ミシガン州から分遣隊を引き連れ、その多くはオーシャン・アベニューの近隣で農業を営んだり事業を設立したりしていた。バード・デューイとフレッド・デューイは1898年にボイントン町の計画の原案を提出したが、正式に法人化されたのは1920年になってからであった。海沿いの部分は1931年に分離され、1939年にオーシャンリッジとなった。市の人口は第二次世界大戦以降の数十年間で急速に増加し、3倍以上になった。1980年代には都市開発の西への拡大が顕著になった。
ゲートウェイ・ブールバードの南側のコングレス・アベニュー（フロリダ州道807号線/郡道807号線）沿いの地域には、ボイントンビーチ・モール、ボイントン・タウンセンター、ルネッサンス・コモンズといった商業施設がある。市内にはボイントン女性クラブやスクールハウス子供博物館・学習センターなどの芸術文化施設もある。

## 歴史
パームビーチ郡周辺には、アイス族、カルーサ族、ジェアガ族、マヤイミ族、テケスタ族といった先住民族が数千年以上前から暮らしていた。ロクサハッチー国立野生動物保護区付近にある塚には、紀元前150年頃のものとされる陶器の破片が含まれていた。この遺跡からは、スペイン人の影響を受けたと考えられる16世紀のビーズやガラスも出土した。
ジュピター・インレット灯台の灯台守であるであるジェームズ・A・アーマーは、1875年に現在のボイントンビーチで最初の土地所有権を申請したが、彼がそこに住んでいた可能性は低い。その2年後、ミシガン州から来たデクスター・ヒューベル一家はこの地域に定住したが、家が建てられるまでは現在のデルレイビーチにあったオレンジ・グローブ海難避難所に住まなければならなかった。
ヘンリー・フラグラーが鉄道を建設する2年前の1894年、ネイサン・ボイントンという名の元南北戦争少佐が、ボイントンビーチに初めて目をつけた。ミシガン州ポートヒューロン出身のボイントンは、一年中降り注ぐ太陽と手付かずのビーチの自然の美しさに非常に感銘を受け、有名なボイントンホテルを建設し、冬もそこで家族と過ごした。1897年にオープンしたこのホテルには、100名が宿泊できる宿泊施設と5つのゲスト用コテージがあった。ボイントン少佐は1911年5月2日にポートヒューロンで亡くなったが、ホテルは1925年まで存続した。1890年代後半には、オーシャン・アベニュー沿いにいくつかの商業ビルや住宅ビルも建設され、1896年に最初の郵便局が開設された。
ボイントンがミシガン州から連れてきた最初の入植者たちは、肥沃な気候で多くの果物や野菜が育つことにすぐに気付いた。パイナップル、トマト、マンゴー、柑橘類は木箱に詰められ、新しく建設されたフロリダ東海岸鉄道で全米に輸送された。アフリカ系アメリカ人の農民であるアロンゾ・キングとサミュエル・ケイドは、泥土を耕し、蚊やガラガラヘビに対処する方法を初期の入植者たちに教えた。
1898年9月26日、バード・スピルマン・デューイとフレッド・S・デューイ夫妻がデイド郡裁判所に計画の原案を提出して、ボイントン町として設立された。フレッド・S・デューイは、その年の初めに沿岸内水路の西にある広大な土地を購入していた。彼はその土地を農業用に1ヘクタールの区域に分割し、入植者やホテルの従業員に販売した。これらの土地の購入者は、町の住宅区域内の土地も受け取った。
1900年、小規模な仮設建物に代わり、オーシャン・アベニューとシークレスト・ブールバードが交差する場所に木造校舎が開設された。当時の町の人口は83人だった。街は急速に成長し、わずか 4年後に2番目の校舎が開校した。最初の学校も過密状態になったため、1913年に6つの教室を備えた2階建てコンクリート造りの新たな校舎が建設された。この建物はアメリカ合衆国国家歴史登録財に登録されており、2001年にスクールハウス児童博物館・学習センターに改装された。
1911年、沿岸内水路を渡る最初の橋がオーシャン・アベニューで架橋された。同年、ボイントン女性クラブとフロリダ連邦女性クラブはボイントンに最初の図書館を設立し、ボランティアの職員が配置された。1915年には町の最初の銀行が設立され、1916年にはフロリダ州道A1A号線が開通した。
ボイントンの町は、ボイントン木材クラブに集まった有権者50名のうち48名の承認を得て、1920年に正式に法人化された。G・E・クーンが初代市長に、フレッド・ベンソンが市保安官に就任し、A・A・アトウォーター、J・P・ボーエン、C・M・ジャンセン、A・C・シェパード、W・S・シェパードが市議会議員に選出された。 ボイントン市が編入される直前の1920年国勢調査では、パームビーチ郡第4管区の人口は671人と記録されていた。この管区には、現在のハイポラックソとオーシャンリッジを構成する地域も含まれていた。「ボイントンビーチ」という名前は、1931年にボイントンから分離した町によって初めて使用された。1939 年に、その町は名前を「オーシャンリッジ」に変更し、ボイントンの町は「ボイントンビーチ」という名前を1941年に採用した。
1920年代初頭には公共サービスの提供も始まった。1921年に下水道が設置され、電気もジョン・メレディスによって導入された。1923年には上水道が稼働を開始した。1920年代の終わり頃には電話サービスが導入された。
ボイントンビーチ・オーシャンフロント・パークは、ボイントンホテルの敷地のすぐ北にあり、1920年代から現在に至るまで、住民にも観光客にも人気がある。1921年、市は公園やレクリエーションとしての目的で、ルイス・S・ハウからビーチの用地を土地収用により取得した。1928年には大きな食堂、ロッカールーム、シャワーが備えられたカジノが建設され、住民はギャンブルのためではなく、パーティーや社交的な集まりにカジノを利用していた。カジノは1967年に取り壊され、敷地の一部は公園として残された。公園は1990年代半ばに大規模な改修工事が行われ、遊歩道は再生プラスチックで再建された。2001年にはパームビーチ・ポストにより、パームビーチ郡で最高のファミリービーチに選ばれた。2011年に遊歩道は再び改修され、プラスチックの代わりにイペ材が使用された。2012年には、遊歩道沿いのトイレの全面改修などの工事が行われた。
1926年、シーボード・エア・ライン鉄道が当時のボイントンに乗り入れ、駅近くの内陸1マイルの土地開発が促進された。ここには最初に計画された分譲地であるレイクボイントン・エステーツも含まれる。土地の価値が高まるにつれ、沿岸内水路と連邦道路沿いの地域でも住宅開発が行われた。市の西部では酪農場が作られ、パームビーチ郡の主要な牛乳供給源となった。1970年代までには酪農場は利益を上げられなくなり、これらの土地も住宅開発地に転換された。
1926年から1928年の間に3つのハリケーンがボイントンを襲った。特に1928年のオキーチョビー・ハリケーンによる被害は大きく、46軒の住宅と、教会、ホテル、市庁舎を含む18棟の建物が破壊されたほか、255軒の住宅と34棟の建物が被害を受けた。高校では講堂の屋根が崩壊し、15人が負傷した。ハリケーンにより56世帯が家を失い、約100万ドルの損害が発生した。1928年のハリケーンの余波と世界恐慌により ボイントン町は財政難に直面したが、フロリダ州議会からある程度の援助を受け、追加の債務軽減について債権者と交渉した。州からの資金によりディキシー・ハイウェイ（国道1号線）の再舗装が行われた。 一方、連邦資金は1935年に沿岸内水道を渡る新しい橋の建設に投入された。
市は1950年代に急速に成長し、1950年に2,542人だった人口は、1960年には4倍以上の10,467人に増加しました。この10年間には、1958年に新しい市庁舎、1959年にベセスダ記念病院など、重要な建築物が建設された。市が海岸沿いの土地をさらに購入するにつれて、海辺のレクリエーション施設の拡張も行われた。
1960年代になると、市は1960年に市民センター、1961年に公立図書館、1962年に新しい水処理場を建設しました。1967年には沿岸内水路を渡る2つめの橋が開通した。この時期には、州間高速道路95号線の建設が始まり（1977年に完成）、1962年にはボイントンビーチ・アベニューが西方向へ延伸、1966年にはコングレス・アベニューが南方向へ延伸された。さらに、ハンプシャー・ガーデンズ、レジャービル、スターリング・ビレッジなどの住宅開発も行われ、さらなる成長と経済発展をもたらした。1960年代には、ロイヤルキャッスル・レストランでの座り込みや、ビーチの白人専用エリアに約30人のアフリカ系アメリカ人が到着するなど、いくつかの公民権運動の抗議活動がボイントンビーチでも発生した。
1980年代には開発が進み、市の経済は大幅に押し上げられた。まず、モトローラが1983年に市内に新しい工場を開設した。最盛期には約3,500人を雇用していたが、2004年に閉鎖された。1985年にはボイントンビーチ・モールが、1988年にはクアンタム・コーポレート・パークがオープンした。さらに、1989年にはトライ・レールが運行を開始し、同年12月にボイントンビーチ駅が開業した。これらの要因はより多くの企業をこの地域に引き寄せ、市の西側の郊外での急速な人口増加を引き起こした。
2005年10月24日にハリケーン・ウィルマがボイントンビーチを襲い、住宅や企業に広範囲の被害をもたらした。2006年、市はシーボードの鉄道駅の取り壊しを許可した。この駅は1971年に駅への旅客サービスが停止されて以来、個人の手によって保存されてきた。
2022年3月8日、タイ・ペンセルガが市長に選出された。フロリダ州で史上初の同性愛者であることを公表した市長であり、また、LGBTQであることをカミングアウトしたアジア系アメリカ人の市長としても史上初であった。高校の生物と化学の教師であるペンセルガ市長は、州検事のデイブ・アーロンバーグのもとで就任宣誓を行った。

## 犯罪
2006年には、ギャング関連の暴力犯罪が増加した。パームビーチ郡全体でも同様の増加が見られた。2006年のクリスマスイブにボイントンビーチ・モールで死亡者を出したギャング関連の銃撃事件は、CBSなどの多くのニュース番組で全米の注目を集めた。警察によれば、2007年の時点で市内には、南フロリダを中心に活動しているハイチ系ギャングのゾーイ・パウンドを含む10のギャングが活動していたことが知られている。2009年の時点では、郡全体のギャングによる暴力事件は3パーセント減少した。
2012年1月27日、ホセ・ロドリゲス市長は、警察の私生活に対する捜査に影響を与えようとしたとして、州知事から停職処分を受けた。
犯罪率は 2017年に減少し始め、2020年には過去20年間で最低の数字に達した。2020年のフロリダ州法執行局の年次犯罪報告書によると、市内の犯罪率は、2019年から28%、2001年からは64%減少した。殺人、強姦、強盗、加重暴行などの暴力犯罪は8.5%、窃盗、自動車盗難などの財産犯罪は32.2％減少した。フロリダ州全体では、2019年と比較して14.1%減少した。
ボイントンビーチ警察署長のマイケル・G・グレゴリーは、この減少は集中的な取り組み、全員参加によるアプローチ、そして「犯罪パターンに基づいて常に進化する多数の戦術と犯罪対策戦略の使用」によるものだと述べた。

## 人口動態
| 人種                                       | 2020   | 2010   | 2000   | 1990   | 1980   |
| ------------------------------------------ | ------ | ------ | ------ | ------ | ------ |
| 白人（非ヒスパニック系）                   | 47.3%  | 53.6%  | 64.4%  | 73.5%  | 78.3%  |
| ヒスパニック・ラテン系                     | 15.4%  | 12.8%  | 9.2%   | 6.8%   | 4.0%   |
| アフリカ系（非ヒスパニック系）             | 30.6%  | 29.6%  | 22.5%  | 19.0%  | 17.2%  |
| アジア系・太平洋諸島系（非ヒスパニック系） | 2.4%   | 2.1%   | 1.5%   | 0.6%   | 0.5%   |
| ネイティブ・アメリカン（非ヒスパニック系） | 0.1%   | 0.1%   | 0.1%   | 0.1%   | 0.5%   |
| その他の人種（非ヒスパニック系）           | 0.7%   | 0.3%   | 0.2%   | < 0.1% | 0.5%   |
| 混血（非ヒスパニック系）                   | 3.4%   | 1.5%   | 2.0%   | N/A    | N/A    |
| 人口                                       | 80,380 | 68,217 | 60,389 | 46,194 | 35,624 |

## 経済
2021年の労働力人口は41,266人、16歳以上の非労働力人口は25,208人だった。従業員数で見ると、2020年時点での市の最大の雇用主はベセスダ記念病院で、2,579人を雇用していた。市内の事業所で働いている人のうち、市内に居住している人は11.9%で、ボカラトンに居住している人が最多の12.1%、以下デルレイビーチが8.0%、ウェストパームビーチが7.2%、パームスプリングスが4.3%、フォートローダーデールが2.8%、ディアフィールドビーチが2.1%、ポンパノビーチが1.5%、ウェリントンとパームビーチガーデンズが1.3%と続いた。2021年時点で、市で最も多かった職種は教育サービス、医療および社会扶助（22.0%）で、以下小売（14.6%）、専門的、科学的、管理的サービス、および管理および廃棄物管理サービス（14.2%）。芸術、娯楽、レクリエーション、宿泊施設および飲食サービス（11.4%）。金融・保険、不動産・レンタル・リース（7.0%）の順であった。

## 学校
パームビーチ郡の他の地域と同様に、パームビーチ郡学区の管轄となっている。パームビーチ郡学区は、生徒数ではフロリダ州で5位、全米でも10位であった。
小学校
- シトラス・コーブ小学校
- クロスポイント小学校
- クリスタル・レイクス小学校
- フォレスト・パーク小学校
- マナティー小学校
- フリーダム・ショアーズ小学校
- ギャラクシー小学校
- ハーゲン・ロード小学校
- ポインセチア小学校
- ローリング・グリーン小学校
- サンセット・パームス小学校

中学校
- クリスタ・マコーリフ中学校
- コングレス中学校
- サマセット・アカデミー・キャニオンズ中学校

高校
- ボイントンビーチ・コミュニティ高校
- パークヴィスタ・コミュニティ高校
- サマセット・アカデミー・キャニオンズ高校
- サウステック・アカデミー・チャーター高校

## 歴史的保存
ボイントンビーチ歴史協会は1968年に設立された。歴史協会の使命は「ボイントンビーチの伝統と歴史の生きた保管庫として機能し、歴史的および古美術品として重要な物品を解釈し、ボイントンビーチのより良い理解を促進すること」となっている。組織には拠点となる場所はない。そのため、ボイントンビーチ図書館に記録が保管されている。歴史協会は、ボイントンビーチのほかにブライニーブリージーズ、ガルフストリーム、ハイポラックソ、レイクワースビーチ、マナラパン、オーシャンリッジ、また州間高速道路441号線の西側の地域の歴史に関連する資料も保管している。
市の歴史資源保存委員会には、商業用建物、住宅用建物、橋、墓地、教会、社交クラブ、その他の建築物を含む170件の史跡がリストされている。さらに、ダウンタウンの30か所を巡るルートと、3か所の墓地を巡るルートの2種類のトレイルを管理している。ボイントン女性クラブとスクールハウス子供博物館・学習センターはアメリカ合衆国国家歴史登録財に登録されている。

## 交通
ボイントンビーチと北のウェストパームビーチ、南のマイアミを結ぶトライレールの駅が市内にある。パルムトレインが運行している路線バスも利用できる。

## 文化
市内には芸術地区があり、2017年にサウスフロリダ・ビジネス・ジャーナルによって、南フロリダの「新興地区」の1つとして挙げられた。

## 論争
2020年、市は3人の消防士を描いた壁画を新しい消防署へ制作することを委託した。壁画には黒人の元消防署長グレン・ジョセフと元副消防署長ラトーシャ・クレモンズが描かれていた。クレモンズは市で初の黒人女性消防士であった。壁画には二人とも白人として描かれており、クレモンズは名誉毀損、過失で市を訴えた。その後市は壁画を撤去し、訴訟は和解した。

## 著名な出身者
- タナー・アンダーソン - 野球選手
- マーロン・バード - 野球選手
- トレイ・ターナー - 野球選手
- ダニー・ヤング - 野球選手
- チチ・ゴンザレス - 野球選手
- ジョー・ガンケル - 野球選手
- リック・ローデン - 野球選手、プロゴルファー
- サデウス・バラード - プロレスラー
- オーティス・ソープ - バスケットボール選手
- ヴィンス・ウィルフォーク - NFL選手
- バッド・ベイビー - ラッパー